# Überländ
Als Überländ (alternativ auch Uiberländ) wurden im Lehnswesen Parzellen bezeichnet, die nicht fest mit einem bestimmten Hof verbunden waren.
Sie lagen beispielsweise am Rand der Dorfflur, was darauf hinweist, dass sie nachträglich entstanden sind, entweder durch Rodungen oder Aufgabe eines Gehöfts. Diese Gründe konnte ein Bauer zusätzlich zu seinen Hausgründen erwerben.